# El Cantor
El Cantor ist ein deutscher Fernsehfilm von Dean Reed aus dem Jahr 1977. Der von der DEFA im Auftrag des Fernsehens der DDR produzierte Film beschäftigt sich mit den letzten Wochen im Leben des Sängers Víctor Jara.

## Handlung
Der Sänger El Cantor lebt mit seiner Frau Janet, einer Tänzerin, und den beiden Töchtern in Santiago de Chile. Er unterstützt mit seinen Liedern die Unidad Popular und steht hinter dem vom Volk gewählten sozialistischen Präsidenten Salvador Allende. Durch einen Freund erfährt er, dass ein Putsch auf Allende droht und auch sein Leben bedroht sein könnte, doch sieht El Cantor keinen Grund, sein normales Leben aufzugeben. Zusammen mit Isabel und Angel Parra tritt er auf einer Protestveranstaltung auf, die von einem Zwischenrufer gestört wird.
Wenig später hilft er mit seiner Frau und Mitgliedern der Kommunistischen Partei Chiles Dorfbewohnern, deren Häuser bei einem Unwetter zerstört wurden. Er nimmt die nun obdachlosen Kinder mit nach Santiago, wo sie in Janets Tanzübungsraum unterkommen. Er muss zwei Mal fahren, um alle Kinder abzuholen. El Cantors Wagen wird beim zweiten Mal von einem Mercedes verfolgt und trotz mehrerer Versuche kann er den Wagen nicht abschütteln. Als ein Junge aus dem Dachfenster seines Wagens mit seinem Finger Schüsse auf den Mercedes imitiert, wird er von einem Mann des Verfolgerwagens erschossen. Wenig später ist El Cantor zu einem Interview mit der NBC eingeladen und redet sich über den Tod des Jungen und die aggressive Haltung der USA Chile gegenüber so in Rage, dass das Interview abgebrochen wird. Unterdessen ist Carlos Prats als Heereschef zurückgetreten und Augusto Pinochet zum Oberbefehlshaber des Heeres ernannt worden.
Im Radio hören El Cantor und seine Frau schließlich, dass Allendes Regierungssitz umstellt wurde. El Cantor verabschiedet sich von seiner Frau und eilt zur Universität. Hier wird er wie zahlreiche andere Anwesende verhaftet und im Stadion von Santiago gefangen gehalten. Der Wachmann, der seine Personalien aufnahm, erkannte ihn von einem Konzert und deckte ihn. Im Stadion erhält El Cantor von den Mitgefangenen jedes Papier, das sie auftreiben können, und schreibt seine Gedanken in Liedform nieder. Bei einem Papierschmuggel wird er von einem Wachmann entdeckt und erkannt. Der oberste anwesende Militär bricht ihm mit seinem Gewehr beide Hände. Er wird fortgeschleppt.
Wenig später wird Janet zur Leiche ihres Mannes geführt. Bald darauf findet die Beerdigung statt.

## Produktion
Dean Reed hatte Víctor Jara im November 1970 anlässlich der Amtseinführung Salvador Allendes kennengelernt. El Cantor beruht über weite Strecken auf den letzten drei Lebenswochen Jaras. Im Vorfeld der Dreharbeiten sprach Reed unter anderem mit Jaras Witwe Joan Turner-Jara und Weggefährten des Sängers. Jaras Name wird im Film nie genannt. Reed singt mehrere Lieder Jaras, darunter auch Venceremos. Gastauftritte absolvieren die chilenischen Liedermacher Isabel und Angel Parra, Clodomiro Almeyda, Hernan del Canto, Mitglied des Zentralkomitees der Chilenischen Sozialistischen Partei, Alejandro Rojas, ehemaliger Präsident der chilenischen Studentenvereinigung, sowie die chilenische Gesangsgruppe Aparcoas. Reed widmete El Cantor „Victor Jara und dem Kampf des chilenischen Volkes“.
Die Außendrehs für den Film fanden in Bulgarien statt. Der Film erlebte am 11. Dezember 1977 im Berliner Kosmos während einer Solidaritätsveranstaltung des Zentralrates der FDJ und des Fernsehens der DDR seine Uraufführung. Im Fernsehen lief er zum ersten Mal am 1. Januar 1978. Im Jahr 2010 erschien der Film im Rahmen der Reihe DDR TV-Archiv von Icestorm auf DVD.

## Synchronisation
| Rolle              | Darsteller         | Synchronsprecher   |
| ------------------ | ------------------ | ------------------ |
| El Cantor          | Dean Reed          | Klaus Piontek      |
| José               | Georgi Rositsch    | Martin Trettau     |
| Mr. Fowler         | Damjan Antonow     | Bruno Carstens     |
| Geistlicher        | Wladimir Jotschew  | Host Papke         |
| Bürgermeisterin    | Dmitrina Sawowa    | Eva Schäfer        |
| El Cantors Mutter  | Christina Sotirowa | Lotte Loebinger    |
| General Lopez      | Gergi Gerow        | Günter Rüger       |
| Roberto            | Frank Bey          | Manfred Struck     |
| Chorleiterin       | Isabel Orejana     | Barbara Schnitzler |
| Oberst Baker       | Nikola Dadow       | Alfred Struwe      |
| Funktionär         | Stefan Pejchev     | Fred Alexander     |
| Isabel Parra       | Isabel Parra       | Renate Rennhack    |
| Alter Landarbeiter | Georgi Schirokow   | Werner Kamenik     |
| El Cantors Tochter | ?                  | Kristin Koslowsky  |

## Kritik
Das Lexikon des internationalen Films schrieb: „Der amerikanische Sänger Dean Reed verkörpert ihn [Víctor Jara] in diesem von ihm selbst inszenierten Fernsehfilm. Gewohnt emphatisch und mit großen melodramatischen Gesten, steht sein gut gemeintes Spiel dem Anliegen eher entgegen.“